# Comuna Berzunți, Bacău
Berzunți (sau, în trecut, Berzunțu, în maghiară Berzunc) este o comună în județul Bacău, Moldova, România, formată din satele Berzunți (reședința), Buda și Dragomir.

## Așezare
Comuna se află în Depresiunea Tazlău-Cașin, la poalele masivului Berzunți, în partea central-vestică a județului, cuprinzând cursul superior al râului Moreni, afluent al Tazlăului. Este traversată de șoseaua județeană DJ117, care o leagă spre nord de Poduri și Moinești (unde se termină în DN2G) și spre est de Livezi (unde se termină în DN11).

## Demografie
Componența etnică a comunei Berzunți
     Români (77,77%)
     Romi (15,46%)
     Alte etnii (0%)
     Necunoscută (6,77%)
Componența confesională a comunei Berzunți
     Ortodocși (78,28%)
     Romano-catolici (14,28%)
     Alte religii (0,65%)
     Necunoscută (6,79%)
Conform recensământului efectuat în 2021, populația comunei Berzunți se ridică la 4.637 de locuitori, în creștere față de recensământul anterior din 2011, când fuseseră înregistrați 4.625 de locuitori. Majoritatea locuitorilor sunt români (77,77%), cu o minoritate de romi (15,46%), iar pentru 6,77% nu se cunoaște apartenența etnică. Din punct de vedere confesional, majoritatea locuitorilor sunt ortodocși (78,28%), cu o minoritate de romano-catolici (14,28%), iar pentru 6,79% nu se cunoaște apartenența confesională.

## Politică și administrație
Comuna Berzunți este administrată de un primar și un consiliu local compus din 15 consilieri. Primarul, Sorin-Mihai Panțîru[*], de la Uniunea Salvați România, este în funcție din 1 noiembrie 2024. Începând cu alegerile locale din 2024, consiliul local are următoarea componență pe partide politice:
|  | Partid                          | Consilieri | Componența Consiliului | Componența Consiliului | Componența Consiliului | Componența Consiliului | Componența Consiliului | Componența Consiliului | Componența Consiliului |
|  | ------------------------------- | ---------- | ---------------------- | ---------------------- | ---------------------- | ---------------------- | ---------------------- | ---------------------- | ---------------------- |
|  | Uniunea Salvați România         | 7          |                        |                        |                        |                        |                        |                        |                        |
|  | Partidul Social Democrat        | 5          |                        |                        |                        |                        |                        |                        |                        |
|  | Alianța pentru Unirea Românilor | 1          |                        |                        |                        |                        |                        |                        |                        |
|  | Partidul Național Liberal       | 1          |                        |                        |                        |                        |                        |                        |                        |
|  | Partidul Puterii Umaniste       | 1          |                        |                        |                        |                        |                        |                        |                        |

## Istorie
La sfârșitul secolului al XIX-lea, comuna Berzunțu făcea parte din plasa Tazlăul de Jos a județului Bacău și era formată din satele Berzunțu, Ghilea, Martinu, Dragomiru, Scariga, Prăjoaia Butucari și Moreni având în total 2149 de locuitori ce trăiau în 590 de case. În comună existau o școală mixtă cu 28 de elevi (dintre care 5 fete), deschisă în 1865, două biserici ortodoxe (la Berzunțu și Moreni) și una catolică la Butucari. Anuarul Socec din 1925 consemnează comuna în plasa Tazlău, având 3280 în satele Butucari, Dragomir, Ghilea, Martin-Berzunț, Moreni, Scăriga și Tazlău-Prăjoaia și cătunul Schitu-Sava. În 1931, satele componente erau: Buda, Butucaru, Dragomir, Ghilea, Martin-Berzunț, Moreni și Schitu-Savu.
În 1950, comuna a fost transferată raionului Târgu Ocna din regiunea Bacău. În 1968, ea a revenit la județul Bacău, reînființat; tot atuncu satul Butucari a fost contopit cu satul Berzunți, satele Ghilea și Schitu Savu cu satul Buda și satul Moreni cu satul Berzunți, acesta din urmă fiind noul nume al satului Martin-Berzunți.

## Monumente istorice
Singurul obiectiv din comună inclus în lista monumentelor istorice din județul Bacău ca monument de interes local este ansamblul bisericii „Adormirea Maicii Domnului”, datând din secolele al XVIII-lea–al XIX-lea. Ansamblul, clasificat ca monument de arhitectură, cuprinde biserica propriu-zisă (1774) și casa parohială datând din secolul al XIX-lea.